# Kathleen Beller
Kathleen Beller (Westchester, 19 febbraio 1956) è un'attrice statunitense.
Fu nominata per il Golden Globe per il suo ruolo in Promises in the Dark, del 1979.

## Biografia
Kathleen Beller ha iniziato la sua carriera apparendo in molti spot pubblicitari. Ha debuttato in televisione nel 1971, col ruolo di Liza Walton Sentell nella soap opera Search of Tomorrow, creata da Denise Nickerson. Nel 1974 ha lasciato la soap opera e New York per andare a Los Angeles, dove Don Most le ha trovato un agente. Nello stesso anno ha recitato una piccola parte nel suo primo film, Il padrino - Parte II. Ha lavorato nel serial televisivo Dynasty interpretando il personaggio di Kirby Anders.

## Vita privata
Ha sposato il musicista e imprenditore britannico Thomas Dolby il 2 luglio 1988. La coppia ha tre figli.

## Filmografia parziale
- Il padrino - Parte II (The Godfather Part II), regia di Francis Ford Coppola (1974)
- Betsy (The Betsy), regia di Daniel Petrie (1978)
- Il boxeur e la ballerina (Movie Movie), regia di Stanley Donen (1978)
- Promises in the Dark, regia di Jerome Hellman (1979)
- Bronx 41º distretto di polizia (Fort Apache, The Bronx), regia di Daniel Petrie (1981)
- La spada a tre lame (The Sword and the Sorcerer), regia di Albert Pyum (1982)
- La signora in giallo (Murder, She Wrote) - serie TV, episodi 1x21-6x08 (1985-1989)
- Dynasty: ultimo atto (Dynasty: The Reunion), regia di Irving J. Moore - miniserie TV (1991)